# Lee J. Cobb
Lee J. Cobb, född som Leo Jacob den 8 december 1911 i New York, död 11 februari 1976 i Woodland Hills, Kalifornien, var en amerikansk skådespelare.
Lee J. Cobb växte upp på Lower East Side på Manhattan. Som barn var han violinvirtuos, men hans musikkarriär fick ett abrupt slut på grund av en bruten handled. 17 år gammal rymde han hemifrån och begav sig till Hollywood med förhoppningen om en filmkarriär, men misslyckades, och återvände hem. Han studerade sedan bokföring samtidigt som han hade roller i radiopjäser. 1931 for han ånyo till Kalifornien, där han gjorde scendebut vid Pasadena Playhouse. Han fick sedan även stora framgångar på scenerna i New York, varav den största var 1949 i rollen som Willy Loman i Arthur Millers En handelsresandes död.
Cobb gjorde filmdebut 1937 och spelade ofta aggressiva, otrevliga tuffingar i sina filmer. Han är också känd från TV-serien The Virginian åren 1962-1966.
Lee J. Cobb avled i en hjärtattack 64 år gammal.

## Filmografi i urval
- 1939 – Golden Boy
- 1943 – Sången om Bernadette
- 1946 – Anna och kungen av Siam
- 1948 – Ring Northside 777
- 1949 – Stormnatten
- 1951 – Sirocco
- 1954 – Storstadshamn
- 1957 – 12 edsvurna män
- 1957 – Evas tre ansikten
- 1958 – Bröderna Karamazov
- 1959 – Döden gillrar fällan
- 1960 – Exodus
- 1962 – Så vanns vilda västern
- 1962 – De fyra ryttarna
- 1965 – Vår man Flint

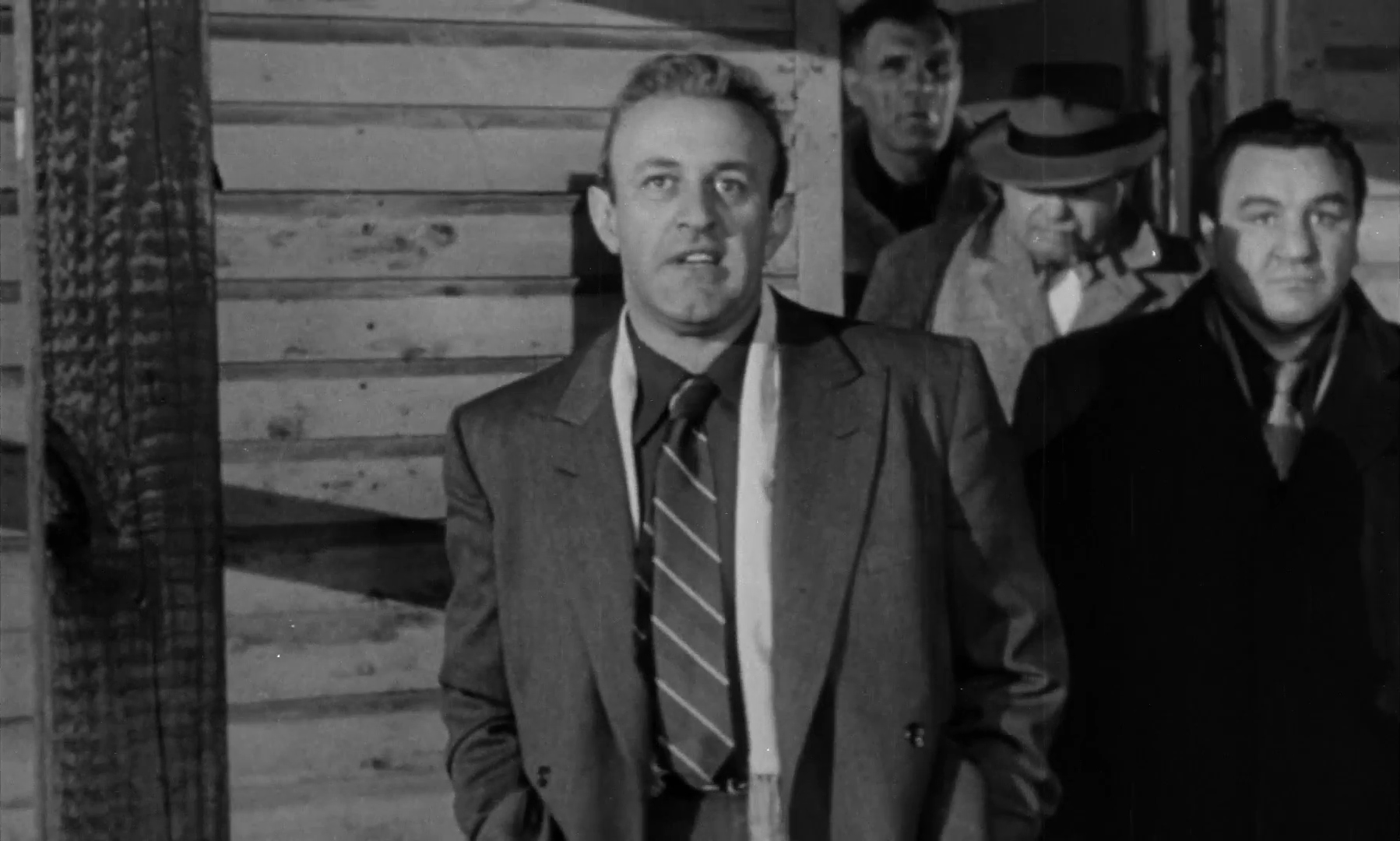
Lee J. Cobb i trailern till Storstadshamn (1954).

- 1966 – En handelsresandes död (TV-film)
- 1968 – Coogans bluff
- 1969 – Mackenna's guld
- 1973 – Exorcisten
- 1973 – Flykten genom vildmarken